# 地獄からの生還/プラトーン・リーダー
『地獄からの生還/プラトーン・リーダー』（じごくからのせいかん、Platoon Leader）は、1988年のアメリカ合衆国の戦争映画。マイケル・ダディコフ主演。ジェームズ・R・マクドノフが1985年に発表した回顧録『Platoon Leader』が原作である。
物語は前任者から小隊（プラトーン）を引き継ぐためベトナムに訪れる、歩兵小隊長に新しく任命されたジェフ・ナイト中尉について描いている。ナイト中尉は小隊の指揮を取るため、自分の実力を見せて彼らの信頼を得ようとする。

## ストーリー
小隊長になる者は部下から好かれるかは問題ではなく、信頼関係を築き誰一人も死なせないようにすることと本部でフリン少佐から教え込まれたジェフ・ナイト少尉は、軍用ヘリで小隊がいる陣地へと向かっていた。陣地に到着したナイト少尉は小隊のリーダー格であるマイケル・マクナマラ軍曹から、前任の小隊長が部下に撃たれるという被害妄想の末に3日前に離任したためここにはいないことを報告される。前任者のその行動を見た小隊の兵士たちは新任のナイト少尉に対する信頼は全く持っておらず、彼も前任者と同じく短期間で交代すると予想していた。翌日前任者が籠っていたという塹壕を見ていたナイト少尉は、そこで通信兵のジョシュア・パーカーと会い小隊全員を整列させることを指示する。
集まった全員の前で村の守備が小隊の任務であることを知らせた上で、目標は敵であるベトコンの殲滅だとして常時臨戦態勢を取ること命じる。そのため1日3回時刻と進路を毎日変えて哨戒出撃することを伝える。ナイト少尉はレイモンド・バセラら若い兵士から馬鹿にした態度を取られるが、自らも1日一度は出撃することを伝え解散させる。その後ナイト少尉がマクナマラ軍曹に教本通りの作戦をさせようとするが、ここではその方法は通用しないと言い返され実戦の闘い方を覚えるよう忠告される。夜になりナイト少尉は、小隊と共に村の近くにあるベトコンの野営地に出撃するため密林を敵が仕掛けた罠を避けながら通っていた。小隊は夜が明けるまで野営地の直前で待ち伏せることにし、朝出撃するベトコン兵たちを草むらに隠れながらやり過ごす。陣地に戻った小隊は、ナイト少尉の命令でヘリに乗り敵の野営地へと向かう。敵兵を見つけた小隊が射殺しようとしたとき、ナイト少尉が捕虜にすべきだと発言し銃を下ろさせる。だが隙をつき敵兵は逃亡し、敵に作戦を知られる前にマクナマラ軍曹の指示で草むらに火をつけ敵兵を焼き殺そうとする。
小隊が敵兵を倒しながら敵の陣地へと歩を進めるなか、実戦経験が乏しいナイト少尉はマクナマラ軍曹に助けられてばかりいた。そして彼は爆弾の罠にかかって重傷を負い入院することになってしまう。入院していたナイト少尉は、訪ねてきたフリン少佐から5日間は入院して傷を完治させるよう言われる。だがナイト少尉は敵が出撃するのも時間の問題でさらに小隊が人員不足に苦しんでいることを考え、3日間で復帰させるよう要望する。復帰したナイト少尉が陣地に戻ってきたのを見た小隊員たちは、彼が前任者と同じく戻ってこないと思っていたため驚く。ナイト少尉は再び隊を率いて作戦を開始させる。

## キャスト
- ジェフ・ナイト少尉 - マイケル・ダディコフ（日本語吹替：江原正士）
- マイケル・マクナマラ軍曹 - ロバート・F・ライオンズ（英語版）（日本語吹替：羽佐間道夫）
- レイモンド・バセラ - マイケル・デロレンツォ（英語版）（日本語吹替：伊藤和晃）
- ジョシュア・パーカー - ジェシー・ダブソン（日本語吹替：亀山助清）
- ロバート・ヘイズ軍曹 - リック・フィッツ（英語版）（日本語吹替：福田信昭）
- ジャン・シュルツ - トニー・ピアース（日本語吹替：牛山茂）
- ダフィ - ダニエル・デモレスト（日本語吹替：荒川太朗）
- ローチ軍曹 - ブライアン・リビー（日本語吹替：仲木隆司）
- ドン・パイク一等兵 - マイケル・ライダー（日本語吹替：小関一）
- フリン少佐 - ウィリアム・スミス（英語版）（日本語吹替：加藤精三）

※日本語吹替：初回放送1991年12月8日 テレビ朝日 『日曜洋画劇場』版

## スタッフ
- 監督：アーロン・ノリス（英語版）
- 脚本：アンドリュー・ドイッチ、リック・マークス、デヴィッド・ウォーカー、ハリー・アラン・タワーズ（英語版）
- 原作：ジェームズ・R・マクドノフ 『Platoon Leader』
- 製作：ハリー・アラン・タワーズ
- 製作総指揮：アヴィ・ラーナー
- 撮影監督：アーサー・ウースター,B.S.C.
- 編集：マイケル・J・ダシー
- 衣裳デザイン：キャサリン・ドヴァー
- 音楽：ジョージ・S・クリントン（英語版）
- 日本語字幕：松野紘憲